# Красна Сушка
Кра́сна Су́шка (рос. Красная Сушка) — селище у складі Земетчинського району Пензенської області, Росія.
Населення — 17 осіб (2010; 26 у 2002).
Національний склад станом на 2002 рік:
- росіяни — 100 %